# A Kínai Köztársaság hadereje

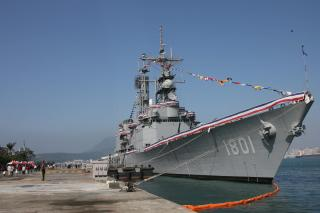
ROCS Kee Lung irányított rakétás romboló

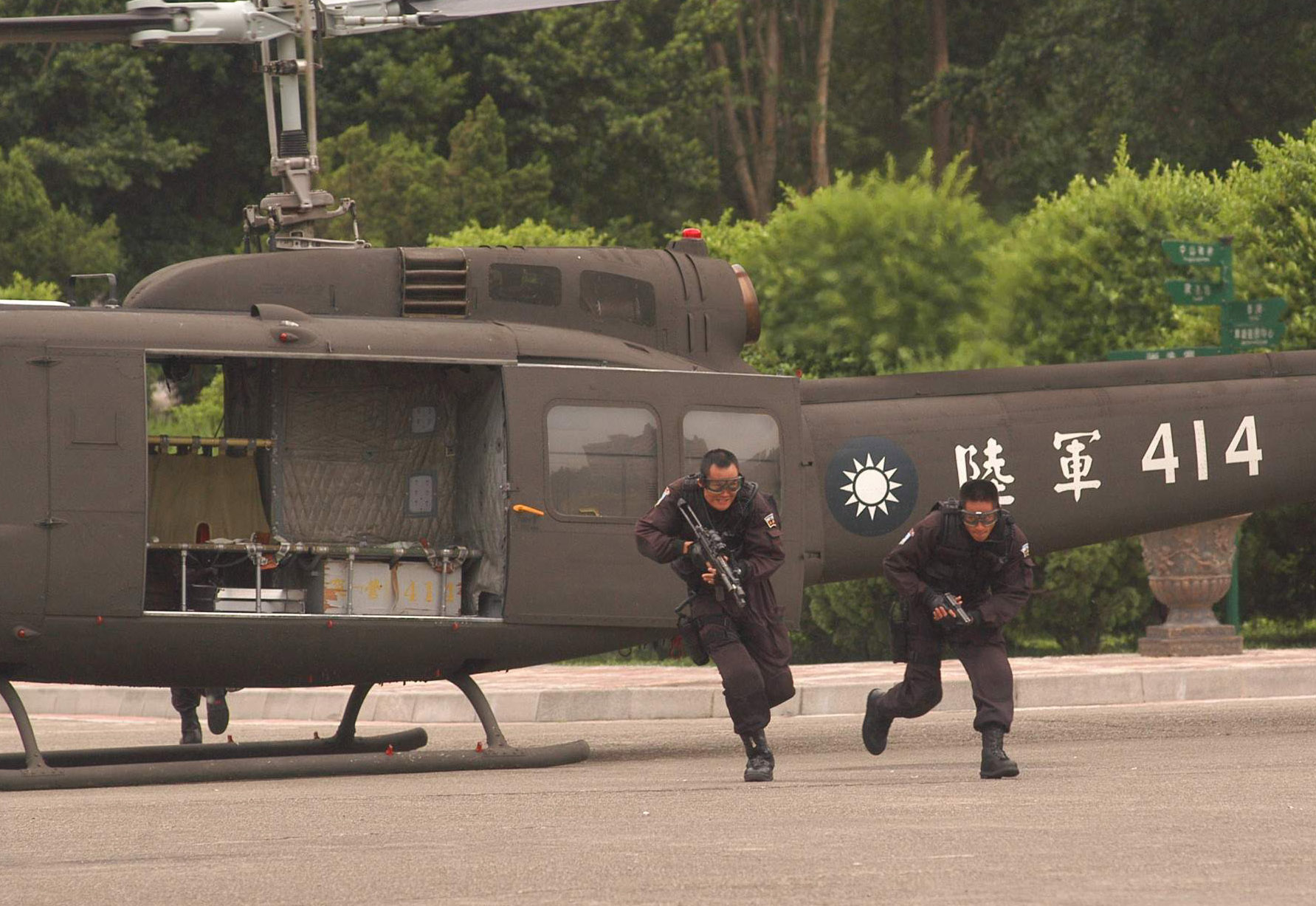
A Kínai Köztársaság katonai rendőrségének speciális alakulata kiszáll egy UH-1H típusú helikopterből egy terroristaelhárító gyakorlat során

A Kínai Köztársaság hadereje a szárazföldi erőkből, a légierőből és a haditengerészetből áll.
Tajvant a Kínai Népköztársaság nem ismeri el önálló államnak, és azzal fenyegeti, hogy ha kikiáltja függetlenségét, megtámadja. Tajvant széleskörűen támogatja az USA.

## Fegyveres erők létszáma
- Aktív: 370 000 fő
- Szolgálati idő a sorozottaknak: 22 hónap
- Tartalékos: 1 657 500 fő

## Szárazföldi erők
Létszám
240 000 fő
Állomány
- 10 gyalogoshadosztály
- 2 gépesített hadosztály
- 2 ejtőernyősdandár
- 6 önálló páncélosdandár
- 2 repülőcsoport

Tartalék
- 7 közepes hadosztály

Felszerelés
- 926 db harckocsi (M48, M60A3)
- 905 db közepes harckocsi (M24, M41)
- 225 db páncélozott gyalogsági harcjármű
- 950 db páncélozott szállító jármű
- 1160 db tüzérségi löveg: 1060 db vontatásos, 100 db önjáró
- 50 db partvédelmi üteg
- 210 db helikopter (CH–47, UH–1, AH–1)

## Légierő
Létszám
68 000 fő
Repülési idő a pilótáknak: 180 óra/év
Állomány
- 3 vadászrepülő-század
- 20 közvetlen támogató század
- 1 felderítő század
- 3 szállítórepülő-század

Felszerelés
- 479 db harci repülőgép (Mirage 2000, F–5, F–16)
- 38 db szállító repülőgép (C–130)
- 18 db helikopter

## Haditengerészet
Létszám
62 000 fő
Hadihajók
- 4 db tengeralattjáró
- 11 db romboló
- 21 db fregatt
- 52 db járőrhajó
- 12 db aknarakó/szedő hajó
- 18 db deszanthajó
- 21 db vegyes feladatú hajó

Haditengerészeti légierő
- 32 db harci repülőgép
- 20 db harci helikopter

Tengerészgyalogság
- 2 hadosztály